# Diagnoza (serial telewizyjny)
Diagnoza – polski serial medyczno-obyczajowy emitowany na antenie TVN od 5 września 2017 do 21 maja 2019.
W 2018 roku serial został nagrodzony Telekamerą w kategorii Serial, a także uzyskał nominację do Orłów w kategorii Najlepszy filmowy serial fabularny za 2017 rok.
11 grudnia 2017 serial miał także swoją premierę na Ukrainie na kanale 1+1.

30 kwietnia 2019 roku telewizja TVN poinformowała, że nie będzie prac nad piątym sezonem serialu, gdyż cztery sezony były planem producentów.

## Fabuła
Anna (Maja Ostaszewska) wraca do Polski, po latach nieobecności. Ma przed sobą jeden cel – chce raz na zawsze rozprawić się z przeszłością i zmierzyć z kimś, kto nie tylko bardzo ją skrzywdził, ale również odebrał bliskich. Kiedy wydaje się, że wszystko układa się zgodnie z jej planem, życie Anny zostaje wywrócone do góry nogami – staje się jedną z ofiar wypadku komunikacyjnego i trafia do szpitala w Rybniku. Na skutek wypadku kobieta traci pamięć.
W drugim sezonie Anna odkrywa przestępstwo farmaceutyczne. Firma Global Vita chce wprowadzić na rynek lek na endometriozę, który dostała koleżanka Anny – Ewa Przybylska. Jej stan pogarsza się z każdym dniem. Anna i Michał (Maciej Zakościelny) zaczynają być zastraszani przez firmę po odkryciu prawdy o szkodliwości leku. Gdy dochodzi do porwania dzieci lekarki, zaczyna ona współpracować ze swoim byłym partnerem, Janem (Adam Woronowicz). Prawda w końcu wychodzi na jaw.
Fabuła trzeciego sezonu zbudowana jest wokół tajemniczych przeszczepów organów. Anna i Michał odkrywają, że za sprawą mogą stać Jan i Bogna Mróz (Danuta Stenka).

## Obsada

### Główna
| Aktor                 | Rola             | Lata występowania |
| --------------------- | ---------------- | ----------------- |
| Maja Ostaszewska      | Anna Leśniewska  | 2017–2019         |
| Adam Woronowicz       | Jan Artman       | 2017–2019         |
| Maciej Zakościelny    | Michał Wolski    | 2017–2019         |
| Magdalena Popławska   | Marta Artman     | 2017–2019         |
| Aleksandra Konieczna  | Maria Kaleta     | 2017–2019         |
| Michał Czernecki      | Piotr Sadzik     | 2017–2019         |
| Sonia Bohosiewicz     | Wanda Jureczko   | 2017–2019         |
| Tomasz Drabek         | Tomasz Wolski    | 2017–2019         |
| Aleksandra Adamska    | Dagmara Mazurek  | 2017–2019         |
| Antoni Królikowski    | Kacper Kaleta    | 2017–2019         |
| Beata Ścibakówna      | Olga Bujak       | 2017–2019         |
| Józef Pawłowski       | Rafał Krupniok   | 2017–2019         |
| Kamila Kamińska       | Kalina Wysocka   | 2018              |
| Łukasz Simlat         | Gustaw Majer     | 2018              |
| Maciej Stuhr          | Szymon Brock     | 2018–2019         |
| Jan Englert           | Olivier Krynicki | 2018–2019         |
| Danuta Stenka         | Bogna Mróz       | 2018–2019         |
| Mateusz Kościukiewicz | Paweł Wilecki    | 2018–2019         |
| Anna Smołowik         | Kaja Szewczyk    | 2017–2018         |

### Drugoplanowa
| Aktor               | Rola              | Lata występowania |
| ------------------- | ----------------- | ----------------- |
| Iwo Rajski          | Marcel Artman     | 2017–2019         |
| Helena Zawistowska  | Zosia Artman      | 2017–2019         |
| Marta Mazurek       | Ewa Przybylska    | 2017–2018         |
| Dawid Zawadzki      | Gerard Jureczko   | 2017–2019         |
| Monika Pikuła       | Marzena Sadzik    | 2017–2019         |
| Oliwia Warnel       | Julka Sadzik      | 2017–2019         |
| Gaja Śliwińska      | Tosia Sadzik      | 2017–2019         |
| Małgorzata Wicińska | Karolina Sadzik   | 2017–2019         |
| Marianna Latkowska  | Basia Sadzik      | 2017–2019         |
| Julian Sowa         | Gabryś Sadzik     | 2018–2019         |
| Agnieszka Wosińska  | Agnieszka         | 2017–2019         |
| Weronika Rosati     | Beata Leśniewska  | 2017–2019         |
| Aleksandra Ciejek   | Klaudia           | 2017–2018         |
| Ewa Serwa           | Sławomira Wolska  | 2017              |
| Wojciech Zieliński  | Karol Langer      | 2018              |
| Matylda Podfilipska | Sylwia Makusz     | 2018              |
| Tomasz Dedek        | Tadeusz Słowiński | 2018–2019         |

### Role gościnne
| Aktor                     | Rola                                                          | Odcinek                    | Lata występowania |
| ------------------------- | ------------------------------------------------------------- | -------------------------- | ----------------- |
| Sławomir Pacek            | kierowca autobusu Radosław                                    | 1, 3                       | 2017              |
| Tomasz Włosok             | Jerzy Przybylski                                              | 1–3                        | 2017              |
| Katarzyna Skarżanka       | Teresa, opiekunka Marcela i Zosi                              | 1–2                        | 2017              |
| Grzegorz Przybył          | detektyw                                                      | 1, 6                       | 2017              |
| Katarzyna Trzcińska       | matka                                                         | 1                          | 2017              |
| Mateusz Weber             | recepcjonista w hotelu                                        | 1, 4, 8                    | 2017              |
| Marta Ormaniec            | kasjerka                                                      | 1                          | 2017              |
| Kamil Więcławek           | noworodek Marcel                                              | 1                          | 2017              |
| Tomasz Sobczak            | policjant Rydel                                               | 1, 3, 5, 7                 | 2017              |
| Kinga Ciesielska          | magazynierka w szpitalu                                       | 2–3                        | 2017              |
| Artur Pierściński         | bezdomny                                                      | 2                          | 2017              |
| Rafał Sisicki             | Leon Lesiak                                                   | 2                          | 2017              |
| Artur Kaźmiruk            | lekarz uczestniczący w porodzie                               | 2                          | 2017              |
| Monika Dryl               | Jola                                                          | 3–4                        | 2017              |
| Sebastian Stankiewicz     | mąż Joli                                                      | 3–4                        | 2017              |
| Paweł Okraska             | mąż Anny Nowak                                                | 3–4                        | 2017              |
| Agnes Skibicka            | Izabela Kania                                                 | 4, 7–8, 10                 | 2017              |
| Józef Mika                | Carl Oberloger                                                | 4                          | 2017              |
| Patty Pająk               | Astrid Oberloger, żona Carla                                  | 4                          | 2017              |
| Bartłomiej Krat           | sanitariusz                                                   | 4                          | 2017              |
| Magdalena Kacprzak        | Danuta Piekarska                                              | 5                          | 2017              |
| Iga Krefft                | Agnieszka Piekarska, córka Danuty                             | 5                          | 2017              |
| Dorota Bierkowska         | przeorysza                                                    | 5                          | 2017              |
| Sara Celler               | zakonnica                                                     | 5                          | 2017              |
| Bartłomiej Hauke          | ochroniarz                                                    | 6                          | 2017              |
| Andrzej Oksza-Łapicki     | Alojzy                                                        | 6                          | 2017              |
| Damian Kulec              | młody górnik                                                  | 6                          | 2017              |
| Piotr Grabowski           | starszy górnik                                                | 6                          | 2017              |
| Marcin Gaweł              | górnik                                                        | 6                          | 2017              |
| Filip Krupa               | górnik                                                        | 6                          | 2017              |
| Sławomir Holland          | doktor Makowski                                               | 7, 9                       | 2017              |
| Jowita Budnik             | Magda Musiołek                                                | 7                          | 2017              |
| Małgorzata Klara          | dziennikarka Justyna Panek                                    | 7                          | 2017              |
| Małgorzata Potocka        | Lucyna Siwak                                                  | 8                          | 2017              |
| Elżbieta Chrzanowska      | sąsiadka Beaty                                                | 8                          | 2017              |
| Agata Bykowska            | fryzjerka Małgosia                                            | 8                          | 2017              |
| Zofia Domalik             | Julia Banaszek                                                | 8–10                       | 2017              |
| Beata Schimscheiner       | Iwona Gawlik                                                  | 9                          | 2017              |
| Tomasz Zaród              | Waldemar Gawlik, mąż Iwony                                    | 9                          | 2017              |
| Antoni Sałaj              | Adam, syn Gawlików                                            | 9                          | 2017              |
| Dorota Landowska          | mecenas Katarzyna Malicka                                     | 10, 13                     | 2017              |
| Joanna Borer              | matka Julii Banaszek                                          | 10                         | 2017              |
| Monika Świtaj             | niemiecka lekarka                                             | 10                         | 2017              |
| Bohdan Graczyk            | niemiecki lekarz                                              | 10                         | 2017              |
| Dariusz Kordek            | Henryk Krupniok, ojciec Rafała                                | 10, 23–24                  | 2017–2018         |
| Grzegorz Gadziomski       | doktor Rejczak                                                | 11                         | 2017              |
| Mariusz Drężek            | radiolog Marek Wiśniewski                                     | 11–12                      | 2017              |
| Maria Kowalik             | archiwistka w szpitalu                                        | 11                         | 2017              |
| Paweł Kleszcz             | neurolog                                                      | 11                         | 2017              |
| Stanisław Biczysko        | profesor                                                      | 11                         | 2017              |
| Łukasz Musiał             | technik elektroradiolog                                       | 12                         | 2017              |
| Tomasz Schimscheiner      | Ludwik Bocianowski                                            | 12                         | 2017              |
| Piotr Makarski            | lekarz pogotowia                                              | 12                         | 2017              |
| Jacek Król                | ratownik medyczny                                             | 12, 35                     | 2017–2018         |
| Małgorzata Sadowska       | Kama Bocianowska, żona Ludwika                                | 12                         | 2017              |
| Bogdan Słonimski          | sędzia ze snu Anny                                            | 13                         | 2017              |
| Krzysztof Rogucki         | syn Wiśniewskiego                                             | 13                         | 2017              |
| Mirosław Kulesza          | sędzia                                                        | 13                         | 2017              |
| Krzysztof Franieczek      | adwokat Artmana                                               | 13                         | 2017              |
| Katarzyna Bargiełowska    | psycholog                                                     | 13                         | 2017              |
| Marlena Burian            | przedszkolanka                                                | 13                         | 2017              |
| Monika Domowicz           | protokolantka w sądzie                                        | 13                         | 2017              |
| Teodor Baranowski         | Jurek, syn Ewy Przybylskiej                                   | 14                         | 2018              |
| Alicja Borkowska          | teściowa Ewy Przybylskiej                                     | 14–15                      | 2018              |
| Artur Kocięcki            | prokurator                                                    | 14                         | 2018              |
| Helena Englert            | Patrycja Krynicka, córka Oliviera                             | 14–16, 23–26               | 2018              |
| Renata Pękul              | adwokatka Artmana                                             | 14                         | 2018              |
| Honorata Witańska         | Ilona, sekretarka Krynickiego                                 | 14, 17–21, 24              | 2018              |
| Marcin Rudziński          | sędzia                                                        | 14                         | 2018              |
| Adam Cywka                | neurochirurg                                                  | 15                         | 2018              |
| Darren Bransford          | mężczyzna w klubie                                            | 15                         | 2018              |
| Adam Szyszkowski          | Walczak, ordynator kliniki                                    | 15–16, 21–22               | 2018              |
| Fred Apke                 | profesor Carlsson                                             | 15–16                      | 2018              |
| Ewa Szawłowska            | pielęgniarka Patrycji Krynickiej                              | 15                         | 2018              |
| Sławomira Łozińska        | Zofia                                                         | 15–16, 21                  | 2018              |
| Wenanty Nosul             | profesor Goldman                                              | 15–16, 21                  | 2018              |
| Jacek Knap                | Małek                                                         | 16, 20                     | 2018              |
| Mirosław Kotowicz         | ochroniarz Joachim                                            | 17                         | 2018              |
| Anna Borowiec             | pani Wiesława                                                 | 17                         | 2018              |
| Stanisław Brudny          | były mąż pani Wiesławy                                        | 17                         | 2018              |
| Jerzy Gudejko             | ksiądz                                                        | 17                         | 2018              |
| Szymon Piotr Warszawski   | Konrad Zagórski                                               | 18–21                      | 2018              |
| Jacek Pluta               | policjant                                                     | 18                         | 2018              |
| Jan Hrynkiewicz           | Janek                                                         | 19                         | 2018              |
| Aleksandra Gintrowska     | Zuza                                                          | 19–20                      | 2018              |
| Waldemar Czyszak          | nerwowy pacjent                                               | 19                         | 2018              |
| Rafał Ostrowski           | sztygar Kmita                                                 | 19, 25–26                  | 2018              |
| Małgorzata Maślanka       | matka Zuzy                                                    | 19–20                      | 2018              |
| Wojciech Błach            | ojciec Zuzy                                                   | 19–20                      | 2018              |
| Maciej Małysa             | ojciec Janka                                                  | 19                         | 2018              |
| Anna Sroka                | adwokatka Marty Artman                                        | 20, 26                     | 2018              |
| Weronika Jaskółka         | dziewczyna w barze                                            | 20                         | 2018              |
| Masza Wągrocka            | Jagna Bujak, córka Olgi                                       | 20–21                      | 2018              |
| Sebastian Perdek          | kolega Konrada Zagórskiego                                    | 20–21                      | 2018              |
| Łukasz Węgrzynowski       | policjant                                                     | 20                         | 2018              |
| Jacek Marchewka           | policjant                                                     | 20                         | 2018              |
| Wojciech Asiński          | właściciel mieszkania wynajmowanego przez Konrada Zagórskiego | 20                         | 2018              |
| Izabela Gwizdak           | Hania                                                         | 21                         | 2018              |
| Dawid Dziarkowski         | listonosz                                                     | 21                         | 2018              |
| Maciej Wilewski           | człowiek Krynickiego                                          | 21–24                      | 2018              |
| Dominika Buczek           | kobieta z vana                                                | 21, 24                     | 2018              |
| Tomasz Piotrowski         | młody chirurg                                                 | 22                         | 2018              |
| Paweł Prokopczuk          | ratownik                                                      | 22                         | 2018              |
| Piotr Faryński            | ratownik                                                      | 22                         | 2018              |
| Michał Dudziński          | przystojniak                                                  | 22                         | 2018              |
| Tomasz Kalczyński         | policjant                                                     | 22                         | 2018              |
| Karol Górski              | policjant                                                     | 22                         | 2018              |
| Jan Korwin-Kochanowski    | prokurator Zaniewski                                          | 23–26                      | 2018              |
| Ireneusz Machnicki        | członek zarządu                                               | 24–25                      | 2018              |
| Mariusz Luszowski         | członek zarządu                                               | 24–25                      | 2018              |
| Michał Gadomski           | właściciel baru                                               | 24                         | 2018              |
| Adrian Koszewski          | dziennikarz                                                   | 25                         | 2018              |
| Konrad Łaszewski          | dziennikarz                                                   | 25                         | 2018              |
| Tomasz Gut                | dziennikarz                                                   | 25                         | 2018              |
| Sławomir Mandes           | dziennikarz                                                   | 25                         | 2018              |
| Mateusz Dewera            | oficer CBŚ                                                    | 25                         | 2018              |
| Andrzej Niemirski         | adwokat Krynickiego                                           | 25                         | 2018              |
| Maciej Jachowski          | prezenter                                                     | 26                         | 2018              |
| Radosław Chabowski        | Jurek                                                         | 26                         | 2018              |
| Cezary Jankowski          | strażnik                                                      | 26                         | 2018              |
| Mariusz Kamiński          | górnik                                                        | 26                         | 2018              |
| Monika Markiewicz         | ekspedientka                                                  | 26                         | 2018              |
| Aleksander Chmielewski    | technik                                                       | 26                         | 2018              |
| Karol Stępkowski          | profesor                                                      | 27                         | 2018              |
| Piotr Buksza              | Jerzy Matczak                                                 | 27                         | 2018              |
| Magdalena Kizinkiewicz    | Aniela Matczak                                                | 27–28, 34                  | 2018              |
| Monika Szalaty            | anestezjolog                                                  | 28                         | 2018              |
| Mariusz Korpoliński       | policjant                                                     | 28                         | 2018              |
| Grzegorz Kowalczyk        | ochroniarz Tadeusza Słowińskiego                              | 29–31, 36 + odc. specjalny | 2018              |
| Cezary Iber               | gitarzysta                                                    | 29–30, 34                  | 2018              |
| Bartosz Szpak             | basista                                                       | 29                         | 2018              |
| Katarzyna Maria Zielińska | wychowawczyni z przedszkola                                   | 29, 31, 34                 | 2018              |
| Joanna Halinowska         | mama                                                          | 29                         | 2018              |
| Małgorzata Paprocka       | pracownica administracji szpitala                             | 29                         | 2018              |
| Katarzyna Grabowska       | dziewczyna                                                    | 29–30                      | 2018              |
| Kinga Dąbrowska           | dziewczyna                                                    | 29–30                      | 2018              |
| Jan Wierak                | drużynowy                                                     | 29                         | 2018              |
| Marta Gotrych             | recepcjonistka                                                | 30                         | 2018              |
| Konrad Makowski           | lekarz                                                        | 30                         | 2018              |
| Elżbieta Gruca            | sprzątaczka Krysia                                            | 30                         | 2018              |
| Agnieszka Sztuk           | urzędniczka                                                   | 31                         | 2018              |
| Danuta Borsuk             | recepcjonistka w stacji dializ                                | 31                         | 2018              |
| Dorota Rubin              | recepcjonistka w stacji dializ                                | 31                         | 2018              |
| Karol Growiński           | salowy                                                        | 31                         | 2018              |
| Iwona Fornalczyk          | pielęgniarka Jola                                             | 31                         | 2018              |
| Dorota Ruśkowska          | pielęgniarka Beata                                            | 31–32                      | 2018              |
| Marta Sroka               | Anna, pielęgniarka pacjenta z cukrzycą                        | 31                         | 2018              |
| Antonina Litwiniak        | Kasia Makusz, córka Sylwii                                    | 31, 33–34                  | 2018              |
| Paweł Ferens              | Wojciech Makusz                                               | 31–33, 35, 38              | 2018              |
| Dariusz Sosiński          | lekarz biorący udział w szkoleniu                             | 32                         | 2018              |
| Magdalena Telejko         | lekarka biorący udział w szkoleniu                            | 32                         | 2018              |
| Marek Serafin             | anestezjolog w prywatnej klinice                              | 32, 36, 38                 | 2018              |
| Łukasz Matecki            | chirurg w prywatnej klinice                                   | 32                         | 2018              |
| Paulina Kulas             | pacjentka w ciąży                                             | 32, 37                     | 2018              |
| Monika Chrząstkowska      | policjantka przesłuchująca podejrzaną                         | 32                         | 2018              |
| Joanna Mądry              | podejrzana                                                    | 32                         | 2018              |
| Anna Eljasz               | pielęgniarka Teresa                                           | 32–33                      | 2018              |
| Grzegorz Grabowski        | policjant Dawid                                               | 33, 36–37                  | 2018              |
| Monika Daukszo            | pielęgniarka Emilia                                           | 33–35                      | 2018              |
| Mirosław Kotowicz         | ochroniarz Joachim                                            | 33                         | 2018              |
| Grzegorz Heromiński       | pacjent Stanisław                                             | 33                         | 2018              |
| Adam Biernat              | prof. Adam Korzeniewski                                       | 33                         | 2018              |
| Aleksandra Szostak        | protokolantka                                                 | 33                         | 2018              |
| Włodzimierz Adamski       | adwokat Anny Leśniewskiej                                     | 34                         | 2018              |
| Kamil Wodka               | kelner                                                        | 34                         | 2018              |
| Szymon Frelich            | saksofonista                                                  | 34                         | 2018              |
| Barbara Frąckiewicz       | sekretarka prokuratora                                        | 34                         | 2018              |
| Paweł Bodych              | zbir Adam                                                     | 34–36, 38                  | 2018              |
| Rafał Wasielkiewicz       | oprych Witek                                                  | 34–36, 38                  | 2018              |
| Mariusz Lauer             | kierowca furgonetki                                           | 34–36, 38                  | 2018              |
| Krzysztof Szekalski       | patolog                                                       | 34                         | 2018              |
| Krzysztof Cybiński        | policjant śledczy                                             | 35                         | 2018              |
| Sławomir Doliniec         | policjant, przyjaciel Wojciecha Makusza                       | 35                         | 2018              |
| Stefan Krzysztofiak       | pielęgniarz w willi                                           | 35–36, 38                  | 2018              |
| Anna Kłos-Kleszczewska    | pielęgniarka w willi                                          | 35–36, 38                  | 2018              |
| Jan Heba                  | mężczyzna w willi                                             | 35–36, 38                  | 2018              |
| Anna Grycewicz            | siostra Matylda                                               | 35, 37                     | 2018              |
| Anna Janik                | kobieta w salonie masażu                                      | 35                         | 2018              |
| Martin Henley             | Martin Hugh, masażysta                                        | 35                         | 2018              |
| Daria Polasik             | policjantka w cywilu                                          | 36                         | 2018              |
| Mirosław Kulesza          | sędzia na rozprawie rozwodowej                                | 36                         | 2018              |
| Justyna Schneider         | Anita Błaszczak                                               | 36–37                      | 2018              |
| Jakub Kotyński            | Bartek, chłopak Anity                                         | 36–37                      | 2018              |
| Adam Kupaj                | oficer dyżurny                                                | 37                         | 2018              |
| Wojciech Bilip            | komendant Nawrocki                                            | 37                         | 2018              |
| Antoni Paradowski         | kurier                                                        | 37                         | 2018              |
| Ewa Cypcarz-Bogucka       | kobieta z wioski                                              | 37                         | 2018              |
| Ewa Pająk                 | kobieta z wioski                                              | 37                         | 2018              |
| Kacper Anuszewski         | ratownik w szpitalu w Lublińcu                                | 37                         | 2018              |
| Marek Pituch              | lekarz w szpitalu w Lublińcu                                  | 37                         | 2018              |
| Anna Więckowska           | pielęgniarka                                                  | 37                         | 2018              |
| Artur Kocięcki            | szef prokuratury                                              | 38                         | 2018              |
| Nikodem Kasprowicz        | agent CBŚP                                                    | 38                         | 2018              |
| Jakub Bohosiewicz         | oficer CBŚP przesłuchujący Jana Artmana                       | 38                         | 2018              |
| Robert Czebotar           | adwokat Bogny Mróz                                            | 38–39 + odc. specjalny     | 2018              |
| Robert Buczyński          | reporter                                                      | 39                         | 2018              |
| Dorota Liliental          | farmaceutka                                                   | 39                         | 2018              |
| Jerzy Łazewski            | lekarz internista                                             | 39                         | 2018              |
| Sebastian Dziubel         | policjant w sądzie                                            | 39 + odc. specjalny        | 2018              |
| Anna Przybylska           | protokolantka                                                 | 39 + odc. specjalny        | 2018              |
| Małgorzata Rudzka         | matka Sylwii Makusz                                           | 39                         | 2018              |
| Dariusz Bereski           | Krzysztof Mróz, były mąż Bogny                                | odc. specjalny             | 2018              |
| Robert Mazurkiewicz       | sędzia                                                        | odc. specjalny             | 2018              |
| Janusz Zadura             | lekarz transplantolog                                         | odc. specjalny             | 2018              |
| Katarzyna Gajowniczek     | dziennikarka                                                  | odc. specjalny             | 2018              |
| Jędrzej Grochal           | dziennikarz                                                   | odc. specjalny             | 2018              |
| Arkadiusz Dziekański      | dziennikarz                                                   | odc. specjalny             | 2018              |
| Krzysztof Radkowski       | lekarz anestezjolog                                           | odc. specjalny             | 2018              |
| Anna Banach               | żona Krzysztofa                                               | odc. specjalny             | 2018              |
| Maja Pola Naklicka        | córka Krzysztofa                                              | odc. specjalny             | 2018              |
| Kamila Salwerowicz        | dziennikarka w TV                                             | odc. specjalny             | 2018              |
| Anna Boguta               | kobieta na rowerze                                            | odc. specjalny             | 2018              |

## Spis serii
| Seria               | Seria               | Sezon               | Odcinki             | Premiera serii    | Finał serii       | Pora emisji                         | Średnia oglądalność                 |
| ------------------- | ------------------- | ------------------- | ------------------- | ----------------- | ----------------- | ----------------------------------- | ----------------------------------- |
|                     | 1.                  | jesień 2017         | 1–13 (13)           | 5 września 2017   | 28 listopada 2017 | wtorek 21.30                        | 2 239 161                           |
|                     | 2.                  | wiosna 2018         | 14–26 (13)          | 20 lutego 2018    | 15 maja 2018      | wtorek 21.30                        | 1 929 007                           |
|                     | 3.                  | jesień 2018         | 27–39 (13)          | 4 września 2018   | 27 listopada 2018 | wtorek 21.30                        | 1 722 681                           |
| Odcinek specjalny   | Odcinek specjalny   | Odcinek specjalny   | Odcinek specjalny   | 27 listopada 2018 | 27 listopada 2018 | Dostępny tylko w serwisie Player.pl | Dostępny tylko w serwisie Player.pl |
|                     | 4.                  | wiosna 2019         | 40–52 (13)          | 26 lutego 2019    | 21 maja 2019      | wtorek 21.30                        | 1 419 525                           |
| 2 odcinki specjalne | 2 odcinki specjalne | 2 odcinki specjalne | 2 odcinki specjalne | 21 maja 2019      | 21 maja 2019      | Dostępne tylko w serwisie Player.pl | Dostępne tylko w serwisie Player.pl |